# Canet de Berenguer
Canet d'En Berenguer là một đô thị ở comarca Camp de Morvedre cộng đồng Valencia, Tây Ban Nha. Đô thị này có diện tích 3,84 kilômét vuông, dân số thời điểm năm 2018 là 6575 người.